# Schloss Puchstein

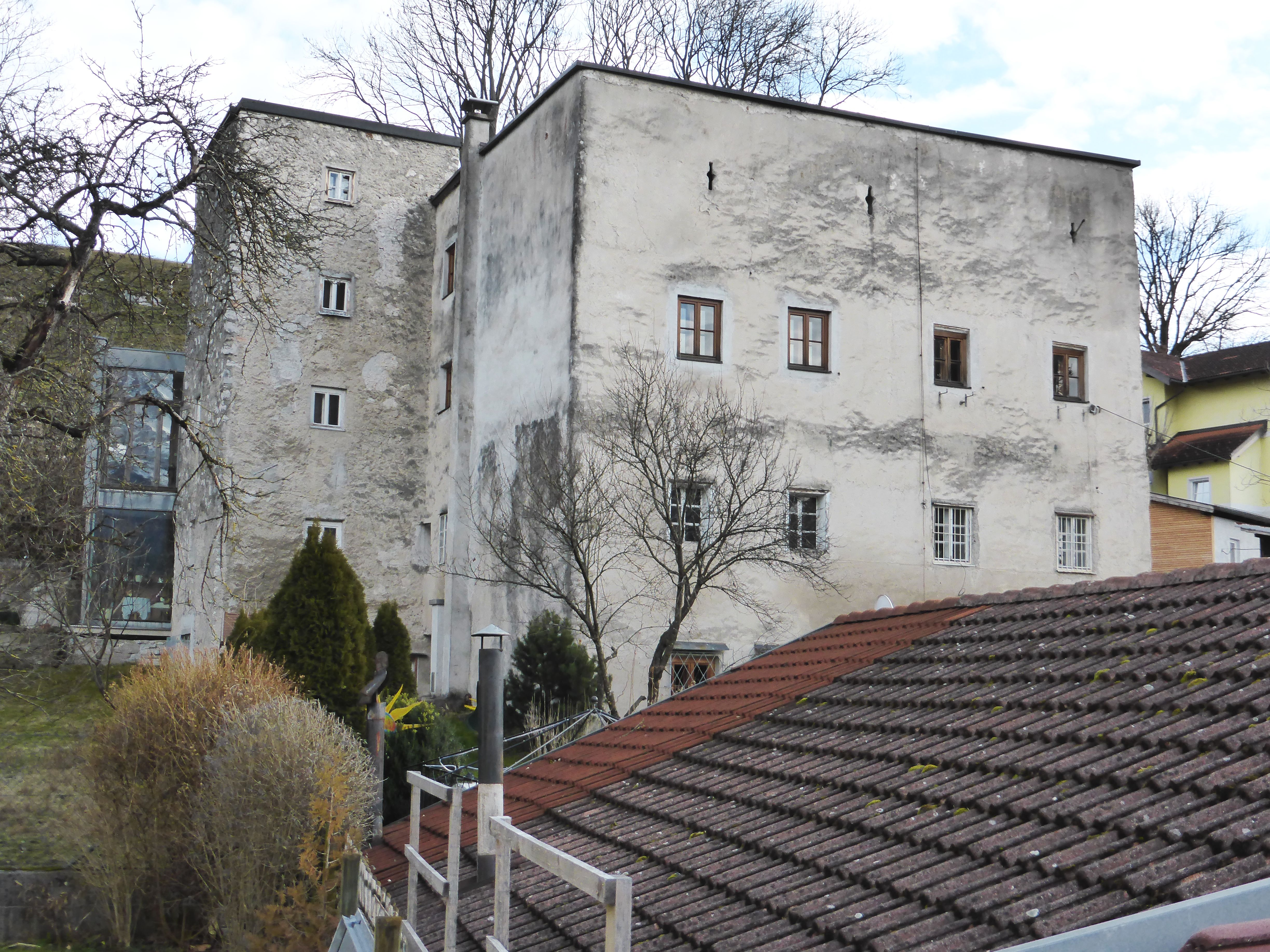
Schloss Puchstein

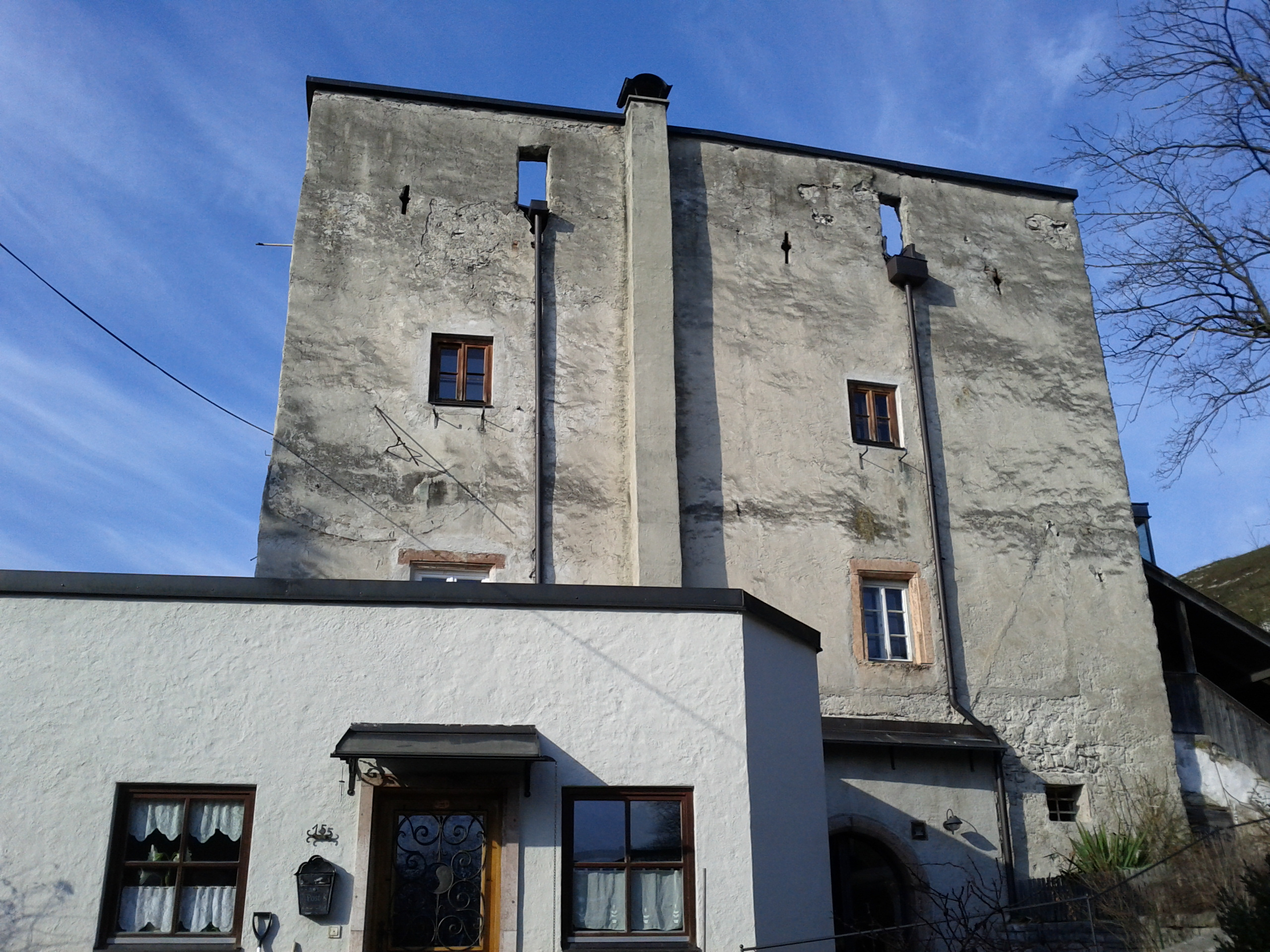
Schloss Puchstein

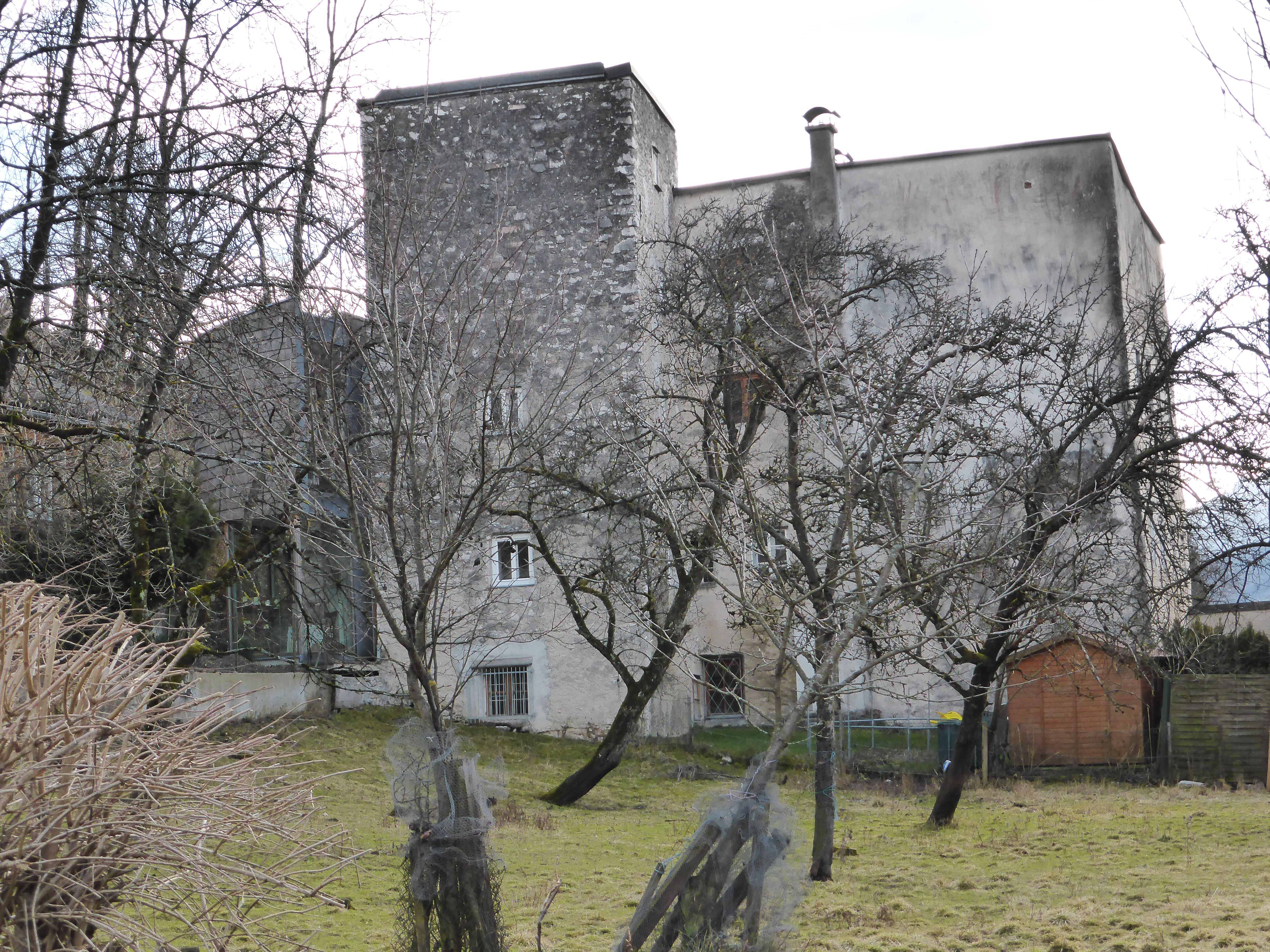
Schloss Puchstein

Schloss Puchstein liegt in der Gemeinde Puch bei Hallein (Schlossweg 15) im politischen Bezirk Hallein im Bundesland Salzburg.

## Geschichte
Dass die Herren von Guetrat bereits im 10. Jahrhundert auf Puchstein ansässig gewesen sein sollen, geht auf eine Sage zurück, nach der angeblich von der Burg Guetrat ein unterirdischer Gang bis nach Puchstein vorhanden gewesen sein soll. Von diesem ist aber nichts nachgewiesen und auch die damit implizierte Behauptung, dass der Gang unter der Salzach durchgegangen sei, ist eine unwahrscheinliche Fiktion.
Urkundlich wird Puchstein erstmals 1473 im Besitz des Hans Strasser von Puchstein genannt. Der nächste Besitzer ist ein Hans Kropf, „gesessen zu Puech“, der bei einem Erbvergleich mit Leonhard Lantzing erwähnt wird. 1609 übergibt Hans Kronperger der Kirche in Puch das Schloss, die es künftig an Untertanen zu Erbrecht verleiht. Im 18. Jahrhundert wird das Gebäude auf sieben Anteile mit verschiedenen Besitzern „verstuckt“ (Aufteilung nach Stockwerken und „Böden“). Diese Aufsplitterung ist auch heute noch erhalten geblieben.

## Schloss Puchstein heute
Schloss Puchstein ist ein kubischer Bau mit einem Grabendach hinter allseits hochgezogenen Giebelmauern. Der Bau hebt sich dadurch von den umliegenden Bauten mit Sattel- und Schopfwalmdächern ab. In den dreigeschoßigen Fassaden sind teilweise noch die spätgotischen Fenstergewände aus rotem Marmor zu sehen. Nach oben sind in der Nähe der Mauerkrone Schießscharten angebracht. An der Nordseite befindet sich ein turmartiger Anbau, der ebenfalls aus der Erbauungszeit stammt. An der Südwestecke wurde in jüngerer Zeit ein erdgeschoßiger Anbau angebracht, der in einem Widerspruch zu dem Charakter des Hauses steht.